# اوپن‌ای‌آی
اوپن‌ای‌آی (به انگلیسی: Open AI) یک مؤسسهٔ پژوهشی آمریکایی در زمینه هوش مصنوعی است که هدف آن توسعهٔ هوش مصنوعی دوستانه برای خدمت به بشریت است. برای همکاری آزادانه با سایر مؤسسات و پژوهشگران، اوپن‌ای‌آی پتنت‌ها و تحقیقات خود را به‌صورت عمومی منتشر می‌نماید. بخشی از انگیزه‌های بنیان‌گذاران اوپن‌ای‌آی (به ویژه ایلان ماسک و سام آلتمن) به نگرانی‌هایی که در رابطه با تهدید هوش مصنوعی برای موجودیت‌های دیگر تصور می‌شود، ذکر شده است.

## تاریخچه
در اکتبر ۲۰۱۵، ایلان ماسک، سام آلتمن و سایر سرمایه‌گذاران، این سازمان را با سرمایه اولیه ۱ میلیارد دلار راه اندازی کردند.
در پی این تغییرات در ۲۷ آوریل 2016, OpenAI، نسخه عمومی و بتای "Open AI Gym" و پلتفرم آن را برای یادگیری تقویتی منتشر کردند.
در ۵ دسامبر ۲۰۱۶، اوپن‌ای‌آی، Universe، یک پلتفرم نرم‌افزاری برای اندازه‌گیری و آموزش هوش عمومی (general intelligence) مصنوعی از طریق منابعی مثل بازی‌ها، وبسایت‌ها و سایر کاربردها را منتشر کرد.
طی تورنمنت بازی‌های ویدئویی The International 2017 Dota 2 در اوت ۲۰۱۷، اوپن‌ای‌آی، مسابقه ای بین یک بات نرم‌افزاری و بازیکن حرفه‌ای دوتا، به نام دندی، را به نمایش گذاشت. پس از این مسابقه، گرگ بروکمن مدیر ارشد تکنولوژی اوپن‌ای‌آی، اعلام کرد که این بات نحوه انجام بازی دوتا را طی دو هفته آموزش از طریق مسابقه با خودش فرا گرفته است و این بات برای ایجاد نرم‌افزاری برای انجام اعمال پیچیده‌ای مثل عمل جراحی آماده می‌شود.
ایلان ماسک در ۲۱ فوریه ۲۰۱۸ اوپن‌ای‌آی را ترک کرد و علتش را امکان تعارض فعالیتش در اوپن‌ای‌آی با برنامه تسلا برای توسعه هوش مصنوعی قادر به راندن اتومبیل‌ها، اعلام کرد.
دانشمندان شرکت اوپن‌ای‌آی که توسعه‌دهنده چت جی پی تی هستند، خواستار تنظیم مقرراتی برای هوش مصنوعی «فوق‌هوشمند» شده‌اند و استدلال می‌کنند که سازمانی معادل آژانس بین‌المللی انرژی اتمی، برای محافظت از بشریت از خطر ایجاد تصادفی چیزی با قدرت نابود کردن آن مورد نیاز است.
به گزارش «گاردین»، «گرگ براکمن» و «ایلیا سوتسکور»، مؤسسان این شرکت و «سم آلتمن»، مدیر اجرایی آن خواستار تشکیل یک تنظیم‌کننده بین‌المللی شدند تا مقرراتی را برای کار بر روی نحوه بازرسی سیستم‌ها، نیاز به ممیزی، آزمایش انطباق با استانداردهای ایمنی، و اعمال محدودیت‌هایی در درجات استقرار و سطوح امنیتی به منظور کاهش «خطر وجودی» چنین سیستم‌هایی را تنظیم کنند.

### ۲۰۲۵
در ۲۰ ژانویهٔ ۲۰۲۵، دیپ‌سیک مدل «DeepSeek-R1» را منتشر کرد که از نظر عملکرد با مدل o1 اوپن‌ای‌آی رقابت می‌کرد و وزن‌های آن به‌صورت آزاد (open-weight) در دسترس بود. دیپ‌سیک ادعا کرد که آموزش این مدل تنها ۵٫۶ میلیون دلار هزینه داشته است. این خبر موجب هراس سرمایه‌گذاران شد و در ۲۷ ژانویه، انویدیا بیشترین کاهش ارزش بازار در یک روز (۵۸۹ میلیارد دلار) را در تاریخ به ثبت رساند.
در ۲۱ ژانویهٔ ۲۰۲۵ اعلام شد که اوپن‌ای‌آی، اوراکل، سافت‌بنک و MGX «پروژهٔ استارگیت» (The Stargate Project) را به‌صورت یک شرکت مشترک با دولت فدرال ایالات متحده راه‌اندازی خواهند کرد. این پروژه که نام آن از ابررایانهٔ «Stargate» اوپن‌ای‌آی گرفته شده، با برآورد هزینهٔ ۵۰۰ میلیارد دلار طی چهار سال آینده تأمین مالی می‌شود.
در ۲۳ ژانویه، اوپن‌ای‌آی «Operator» را منتشر کرد؛ ابزاری مبتنی بر «عامل هوش مصنوعی» و اتوماسیون وب که قادر است با مرورگر شما به وب‌سایت‌ها مراجعه کرده و وظایف تعریف‌شده توسط کاربر را انجام دهد. این قابلیت تنها برای کاربران Pro در ایالات متحده دردسترس بود.
در ۲ فوریه، اوپن‌ای‌آی یک «عامل تحقیق عمیق» (deep research agent) عرضه کرد که در معیار HLE دقت ۲۶٫۶ درصد کسب کرده بود. این قابلیت برای کاربران پرداخت‌کنندهٔ ۲۰۰ دلار ماهانه با حداکثر ۱۰۰ پرس‌وجو در ماه در دسترس قرار گرفت و دسترسی محدودتری برای کاربران Plus, Team و سپس Enterprise وعده داده شد.
در ۱۰ فوریه، کنسرسیومی به رهبری ایلان ماسک پیشنهادی ۹۷٫۴ میلیارد دلاری برای خرید نهاد غیرانتفاعی کنترل‌کنندهٔ اوپن‌ای‌آی ارائه کرد و اعلام نمود که حاضر است هر پیشنهاد بهتری را برابر یا بیشتر کند. این پیشنهاد در ۱۴ فوریهٔ ۲۰۲۵ رد شد و اوپن‌ای‌آی اعلام کرد که شرکت برای فروش نیست.
در فوریه، اوپن‌ای‌آی هویت بصری خود را با قلم‌نوشت جدید، نشان‌واژه، نماد و پالت رنگی تازه بازطراحی کرد. اوپن‌ای‌آی از سال ۲۰۲۴ با برودکام برای طراحی یک تراشهٔ سفارشی هوش مصنوعی که توانایی هم آموزش و هم استنتاج را دارد و برای تولید انبوه در سال ۲۰۲۶ توسط TSMC در فناوری ۳ نانومتری تولید خواهد شد، همکاری می‌کند. این ابتکار با هدف کاهش وابستگی اوپن‌ای‌آی به GPUهای انویدیا که هزینه‌بر و با تقاضای بالا هستند، انجام می‌شود.
در ۱۳ فوریه، سم آلتمن اعلام کرد که GPT-4.5، که درون‌سازمانی با نام «Orion» شناخته می‌شود، آخرین مدلی خواهد بود که فاقد استدلال زنجیره‌فکری کامل است. آلتمن همچنین اشاره کرد که GPT-5، که انتظار می‌رود طی ماه‌های آتی منتشر شود، می‌تواند مدل‌های سری O و GPT را یکپارچه سازد و نیاز به انتخاب بین آن‌ها را برطرف کند.
در مارس ۲۰۲۵، اوپن‌ای‌آی توافق‌نامه‌ای ۱۱٫۹ میلیارد دلاری با CoreWeave، ارائه‌دهندهٔ خدمات ابری متمرکز بر هوش مصنوعی و حامی مالی انویدیا، امضا کرد. بخشی از این قرارداد شامل دریافت سهام ۳۵۰ میلیون دلاری CoreWeave و دسترسی به زیرساخت آن با بیش از ربع میلیون GPU Nvidia است.
در آوریل ۲۰۲۵، اوپن‌ای‌آی ۴۰ میلیارد دلار سرمایه جذب کرد و پس از پول شرکت را در ارزش ۳۰۰ میلیارد دلاری ثبت نمود که بزرگ‌ترین معاملهٔ خصوصی فناوری در تاریخ محسوب می‌شود. این دور تأمین مالی به رهبری سافت‌بنک و با مشارکت مایکروسافت، Coatue, Altimeter و Thrive انجام شد.
در ۹ آوریل ۲۰۲۵، اوپن‌ای‌آی علیه ایلان ماسک در دادگاه فدرال طرح دعوای متقابل کرد و او را به «رفتارهای سوءنیّت‌آمیز» برای کند کردن پیشرفت شرکت و تصاحب نوآوری‌ها به نفع شخصی متهم نمود. این شکایت متقاضی خسارت و اقدامات قانونی برای جلوگیری از دخالت‌های آتی ماسک است.

## انگیزه
برخی از دانشمندان مانند استیون هاوکینگ و استوارت راسل بر این باورند که اگر هوش مصنوعی پیشرفته روزی قادر باشد که خودش را با نرخی فزاینده، طراحی و بازطراحی کند، می‌تواند یک «انفجار هوش» غیرقابل توقف را به وجود آورد که منجر به انقراض بشریت گردد. ایلان ماسک هوش مصنوعی را بزرگ‌ترین تهدید برای موجودیت بشر توصیف می‌کند.
اوپن‌ای‌آی معتقد است که «فهمیدن اینکه هوش مصنوعی همسطح هوش انسان چقدر می‌تواند مفید باشد»، دشوار است و به همان اندازه درک این موضوع که «هوش مصنوعی همسطح انسان اگر نادرست ساخته یا استفاده شود، چقدر می‌تواند به جامعه آسیب برساند» نیز دارای دشواری است.

## استراتژی
ایلان ماسک این سؤال را مطرح می‌کند که: «بهترین کاری که می‌توان برای اطمینان از خوب بودن آینده کرد چیست؟ می‌توان در حاشیه نشست و کاری نکرد یا می‌توان در ساختار صحیح برای توسعه هوش مصنوعی به نحوی که ایمن و مفید باشد مشارکت کرد.» ایلان ماسک اذعان می‌نماید که همواره در مسیر توسعه هوش مصنوعی (بی‌ضرر) ریسک ساخته شدن چیزی که از آن می‌ترسیم وجود دارد، با این حال، بهترین دفاع این است که «تا می‌توانیم به توانمند کردن افراد برای بهره‌گیری از هوش مصنوعی کمک کنیم. اگر همه قدرت هوش مصنوعی داشته باشند، آنگاه هیچ شخص یا گروهی وجود نخواهد داشته که ابرقدرت هوش مصنوعی باشند»
استراتژی غیرمعمول ماسک و آلتمن که کاهش مخاطرات هوش مصنوعی از طریق همه گیر کردن آن است، در بین افرادی که نگران خطر انقراض بشریت به‌دست هوش مصنوعی هستند، استراتژی بحث‌برانگیزی است؛ مثلاً فیلسوف Nick Bostrom در رویکرد ماسک تردید دارد: «اگر شما دکمه ای دارید که با فشردن آن اتفاقات بدی می‌افتد، نباید آن را به سایرین هم بدهید.» در طول یک گفتگو در سال ۲۰۱۶ پیرامون منحصر به فرد بودن تکنولوژی، آلتمن گفت که «ما اصلاً برنامه ای برای انتشار همه کد منبع نداریم» و برنامه ای را مورد اشاره قرار داد که طی آن امکان «انتخاب نمایندگان برای یک مجموعه هدایتگر توسط مردم دنیا» وجود خواهد داشت. گرگ باکمن اظهار داشت که «هدف فعلی ما انجام دادن بهترین کاری است که می‌توانیم انجام دهیم. این هدف کمی ابهام دارد.»

## Gym
Gym با هدف ارائه یک بنچمارک هوش عمومی مصنوعی که به راحتی نصب شده و بتواند روشی را که در آن محیط‌های هوش مصنوعی در تحقیقات تعریف می‌شوند، استانداردسازی نماید، منتشر شد. این هدف مثل هدفی است که در چالش ImageNet Large Scale Visual Recognition که در تحقیقات یادگیری با سرپرست استفاده می‌شود، اما قرار است که از آن گسترده‌تر باشد. هدف از استانداردسازی محیط در هوش مصنوعی آسان‌تر کردن بازتولید نتایج تحقیقات منتشر شده است. این پروژه ادعا می‌کند به کاربر، واسط کاربری ساده ای ارائه می‌نماید. فعلاً (در ژوئن 2017) gym فقط با پایتون قابل استفاده است. در سپتامبر سال ۲۰۱۷، صفحه مستندات سایت gym دیگر نگهداری نمی‌شود و به جای آن تمرکز روی صفحه گیت هاب gym قرار گرفته است.

## RoboSumo
ایگور مورداچ از اوپن‌ای‌آی استدلال می‌کند که رقابت بین عامل‌ها می‌تواند ایجاد یک «مسابقه تسلیحاتی» نماید که می‌تواند قابلیت عامل برای عمل، حتی خارج از محیط مسابقه را افزایش دهد. در RoboSumo، یک روبات مجازی انسان نما در ابتدا فاقد هرگونه دانشی است، حتی نحوه راه رفتن را هم نمی‌داند. سپس طی یک رقابت خصمانه، عامل یادمی‌گیرد که چگونه خود را با شرایطی که همواره در حال تغییر است انطباق دهد. پس از آنکه عامل از محیط رقابت خارج شد و در محیط جدیدی قرار گرفت، عامل استوار باقی می‌ماند که این بیاگر این خواهد بود که او ایجاد تعادل را به صورت عمومی فرا گرفته است.

## شرکت کنندگان
رئیس:
- سام آلتمن رئیس استارت آپ شتاب‌دهنده Y Combinator

دیگر حامیان این پروژه عبارتند از:
- هم بنیان‌گذار لینکدین، رید هافمن[۴۰]
- یکی از هم بنیان‌گذاران پی پال، Peter Thiel
- گرگ بروکمن، مدیر ارشد تکنولوژی سابق Stripe
- جسیکا لیوینگستون هم بنیان‌گذار Y Combinator
- Amazon Web Services
- Infosys، یک شرکت مشاوره IT هندی

کارکنان مطرح:
- مدیر پژوهش: ایلیا Sutskever، متخصص سابق گوگل در یادگیری ماشین
- گرگ براکمن: مدیر ارشد تکنولوژی

این گروه در اوایل ژانویه ۲۰۱۶ با نه پژوهشگر کار خود را آغاز کرده است. طبق گزارشی که در مجله Wired چاپ شده است، براکمن با یوشوا بنجیو یکی از بنیان‌گذاران یادگیری عمیق ملاقاتی داشته و طی آن لیستی از بهترین محققان در این زمینه را تهیه کردن است. پیتر لی از مایکروسافت اشاره می‌کند که: "هزینه یک محقق هوش مصنوعی بیش از هزینه یک بازیکن پست کوارتربک در بازی فوتبال آمریکایی است. گرچه پرداخت‌ها در اوپن‌ای‌آی در سطح شرکت هاست و نه موسسه‌های غیر انتفاعی، ولی با این حال با پرداخت‌ها در گوگل و فیسبوک قابل قیاس نیست. با این وجود Sutskever اظهار داشت که او حاضر به ترک گوگل و رفتن به اوپن‌ای‌آی است "بخشی به دلیل افرادی خیلی ماهری که روی این پروژه کار می‌کنند و گسترهٔ عظیمی که پروژه دارد". براکمن اظهار داشته است که "بهترین کاری که می‌توانم انجام دادنش را تصور کنم، حرکت دادن بشریت به سمت ساخت هوش مصنوعی است که ایمن باشد." یکی از محققان اوپن‌ای‌آی به نام Wojciech Zaremba اظهار داشته است که پیشنهادهای بسیار دیوانه واری را برای پیوستن به اوپن‌ای‌آی رد کرده است.

## سوء استفاده سپاه
در فوریه ۲۰۲۴ مایکروسافت اعلام کرد که هکرهای سپاه پاسداران، و کشورهای دیگری مانند چین، روسیه، و کره شمالی از اوپن‌ای‌آی برای ردگیری و هدف‌گرفتن مخالفان خود استفاده می‌کنند.